# Primuloideae
Die Primuloideae sind eine Unterfamilie der Familie der Primelgewächse (Primulaceae) in der Ordnung der Heidekrautartigen (Ericales) innerhalb der Bedecktsamigen Pflanzen. Sie sind von der Dauerfrostzone bis in die Tropen zu finden; ihr Verbreitungsschwerpunkt liegt jedoch in der nördlichen gemäßigten Klimazone. Viele Arten werden als Zierpflanzen verwendet. Bei einigen Arten wurde die medizinische Wirkung untersucht; die Droge einiger Primel-Arten wird Primulae radix genannt.

## Beschreibung und Ökologie

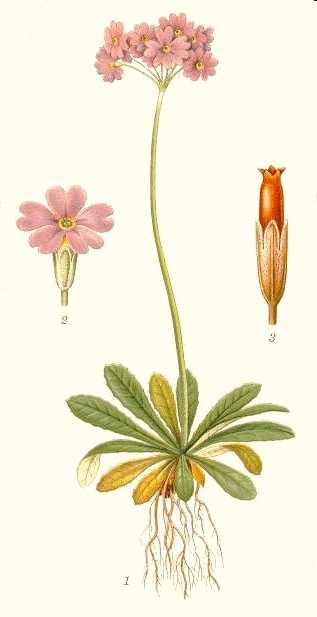
Illustration der Mehl-Primel (Primula farinosa) mit grundständiger Blattrosette, langem Blütenstandsschaft, doldigem Blütenstand und fünfzähligen Blüten

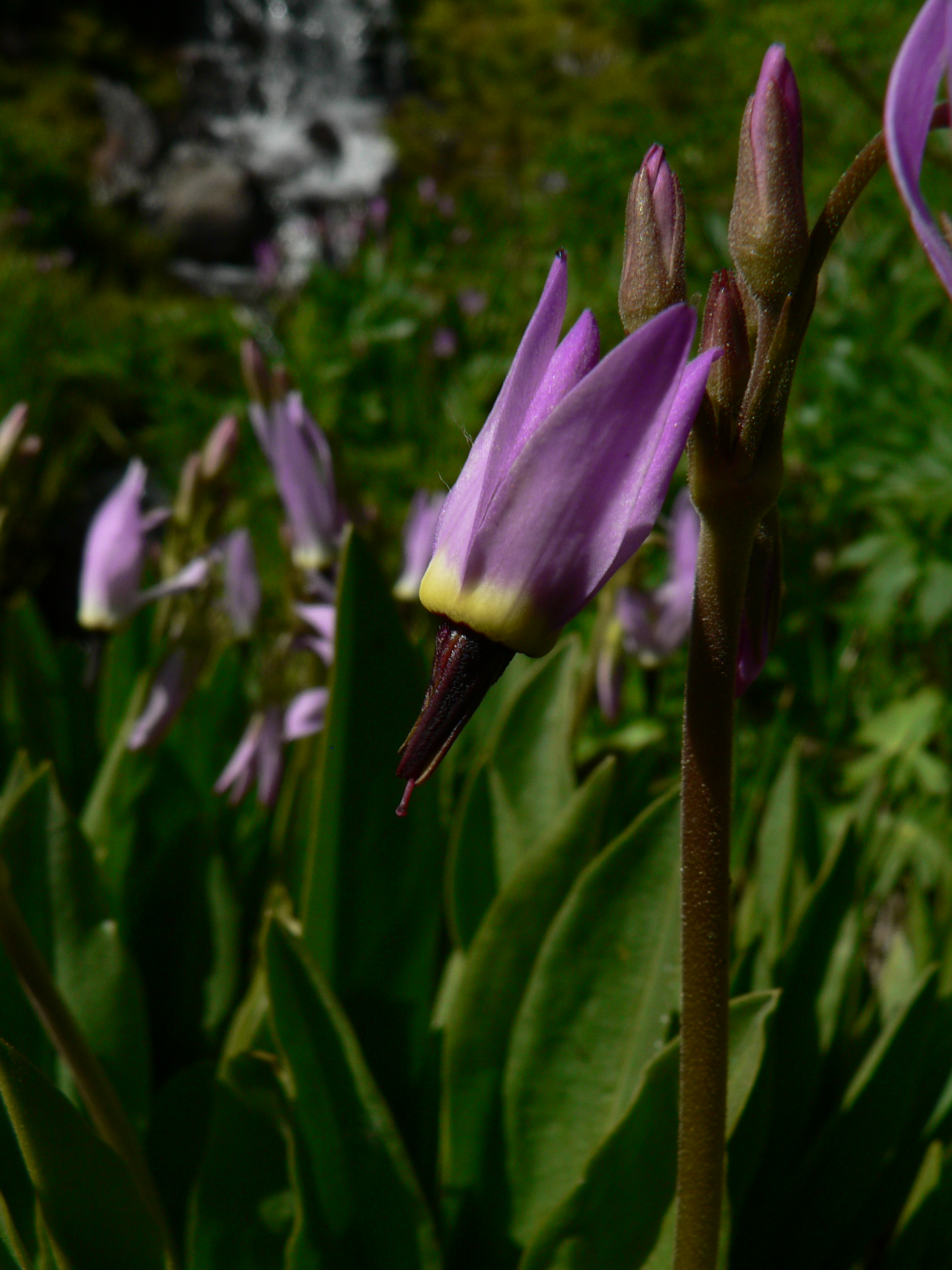
Primula jeffreyi mit den zurückgeschlagenen Kronblättern

### Vegetative Merkmale
Es sind meistens ausdauernde, seltener ein- oder selten zweijährige, krautige Pflanzen. Einige Androsace-Arten sind etwas xerophytisch. Manche Primula-Arten bilden Rhizome oder Stolone aus. Manche Primula-Arten mit Drüsenhaaren bilden eine kristalline Substanz, die sie mehlig (Mehl-Primel) umhüllen. Bei Hottonia sind Harzkanäle vorhanden.
Die Laubblätter sind wechselständig und spiralig oder gegenständig, oft in grundständigen Rosetten oder am Stängel verteilt, bei Hottonia in Wirteln angeordnet (Phyllotaxis). Die gestielten oder ungestielten Laubblätter sind meist einfach, bei Hottonia fiederteilig. Die Blattränder können glatt, gebuchtet bis gezähnt oder bewimpert sein. Nebenblätter fehlen.

### Generative Merkmale

Blütendiagramm von Primula

Die Blüten stehen endständig einzeln oder in doldigen Blütenständen meist mit Tragblättern; ein Blütenstandschaft kann ausgebildet sein.
Die zwittrigen Blüten sind radiärsymmetrisch, meist vier- bis fünfzählig und mit doppelter Blütenhülle (Perianth). Die vier bis fünf grünen Kelchblätter sind verwachsen. Die vier bis fünf Kronblätter sind gewöhnlich untereinander verwachsen (Sympetalie) mit einer langen bis kurzen Kronröhre; bei einigen Taxa sind die Kronblätter mehr oder weniger tief zweigeteilt. Es ist nur ein (der innere) Kreis mit meist fünf freien Staubblättern vorhanden, die an ihrer Basis verwachsen sein können. Die Staubfäden sind auf oder über der Mitte mit der Kronröhre verwachsen. Es sind keine Staminodien vorhanden. Fünf Fruchtblätter sind zu einem einfächerigen, oberständigen Fruchtknoten verwachsen. In freier zentraler Plazentation sind die wenigen bis vielen anatropen, bitegmischen, tenuinucellaten Samenanlagen angeordnet. Der Griffel endet in einer meist kopfigen Narbe. Heterostylie ist häufig (Hottonia, Primula). Die Bestäubung erfolgt durch Insekten (Entomophilie).
Die Blütenformel lautet: {\displaystyle \star K_{(5)}\;[C_{(5)}\;A_{5}]\;G_{\underline {(5)}}}
Es werden Kapselfrüchte gebildet, die meist zwei bis 100 (einen bis über 200) Samen enthalten. Die kantigen bis gerundeten, braunen oder schwarzen Samen enthalten viel ölhaltiges, stärkefreies Endosperm und einen geraden Embryo. Bei einigen Primula-Arten ist ein Elaiosom vorhanden. Die Samenverbreitung erfolgt durch Gravität, Wasser, Wind oder Ameisen.

### Inhaltsstoffe und Chromosomenzahlen
Es sind Cucurbitacine vorhanden. Als Expektorans werden die Triterpensaponine einiger Primel-Arten genutzt.
Viele Primel-Arten produzieren als Drüsensekret das Benzochinonderivat Primin, das bei Kontakt Hautreizungen verursachen kann.
Die Chromosomengrundzahlen betragen n = 8–12.

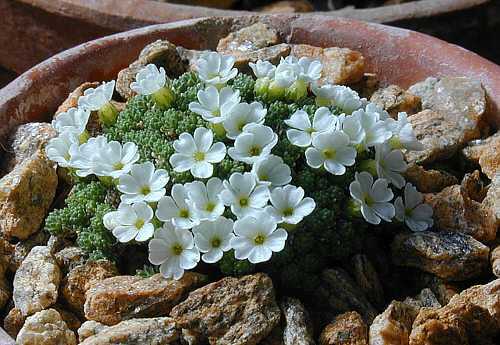
Die polsterbildende Art Androsace bryomorpha mit einzeln stehenden, nur kurz gestielten Blüten

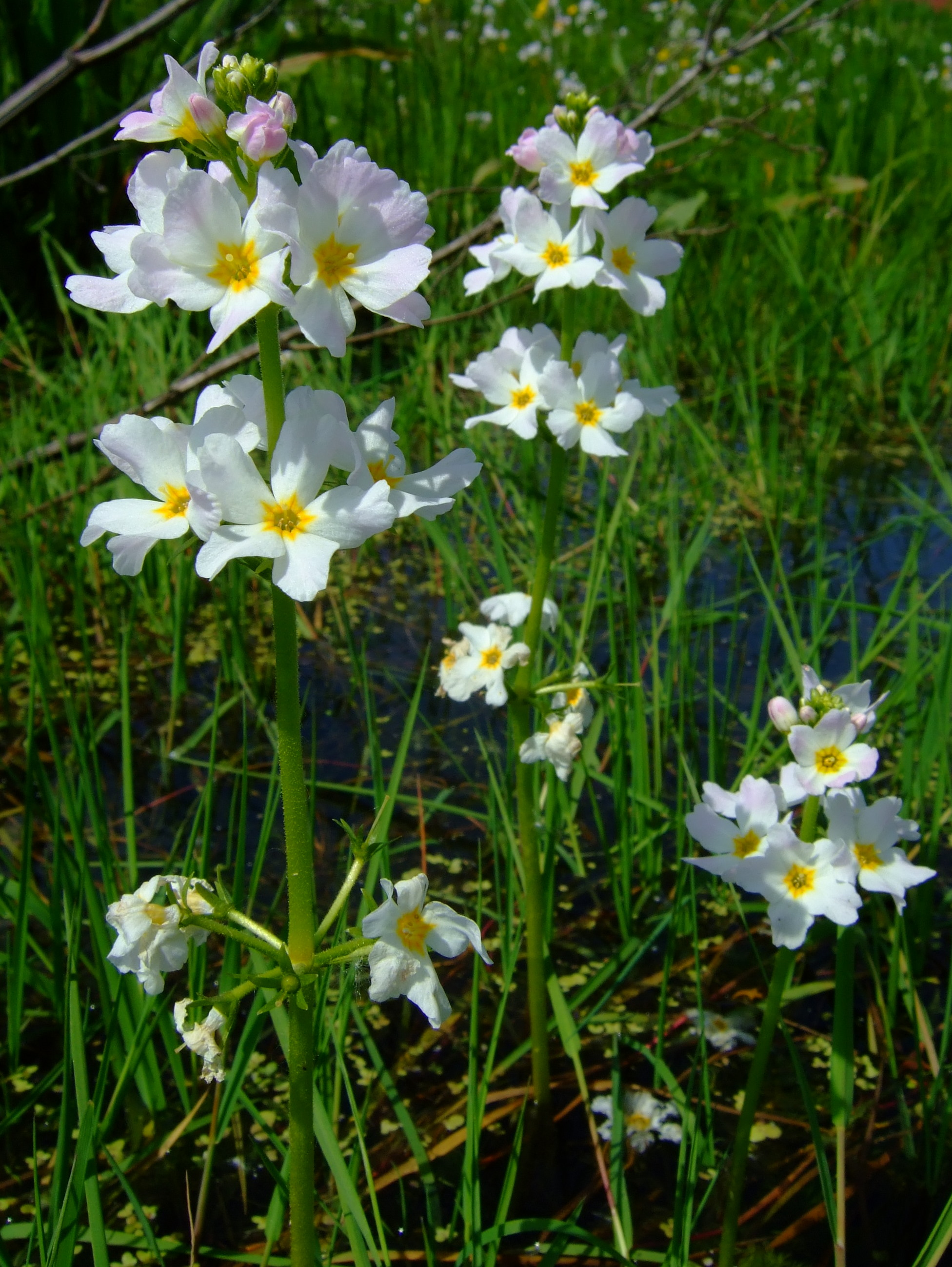
Die Wasserpflanze Wasserfeder (Hottonia palustris)

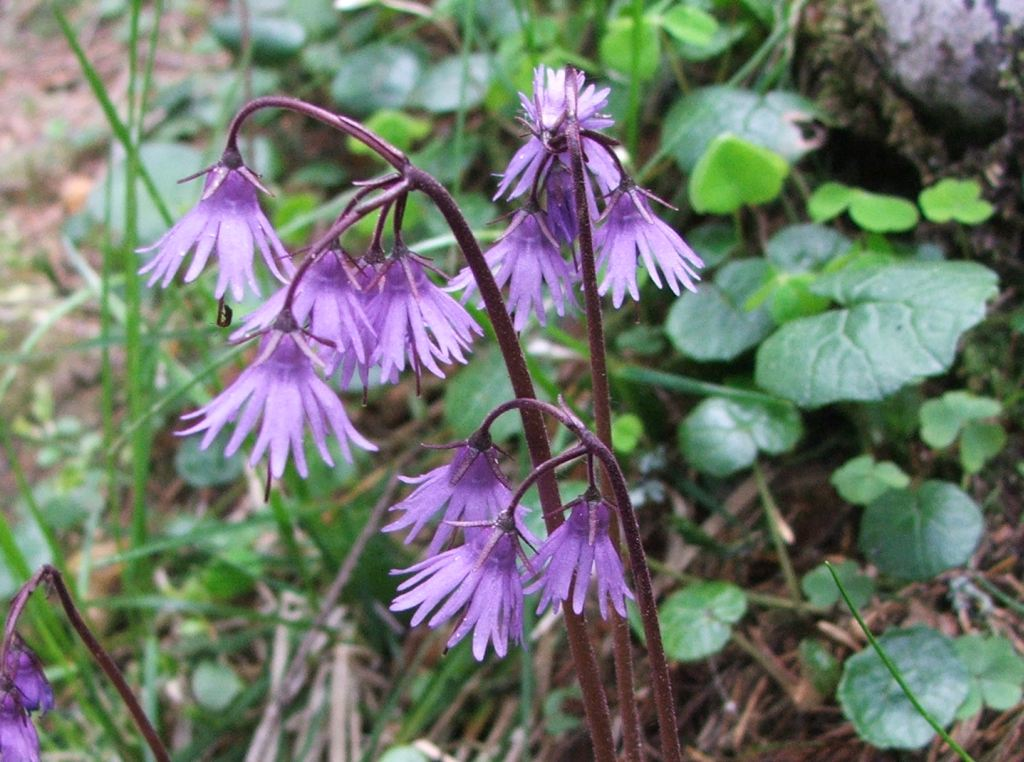
Blütenstand von Soldanella carpatica mit relativ langem Blütenstandsschaft

## Systematik
Die Unterfamilie Primuloideae wurde 1834 durch Vincenz Franz Kosteletzky in Allgemeine Medizinisch-Pharmazeutische Flora, 3, S. 986 aufgestellt.
Der Umfang der Familie der Primulaceae wurde lange diskutiert, teilweise sehr weit gefasst oder sehr eng. Nun scheint sich eine sehr weite Auffassung der Familie durch eine Zusammenfassung morphologischer und molekularbiologischer Daten durchzusetzen. Die Familie der Primulaceae erhält dadurch den Umfang der früheren Ordnung der Primulales. Die Primulaceae s. l. werden in vier Unterfamilien gegliedert. Die Unterfamilie der Primuloideae entspricht genau dem Umfang der den zuletzt die Primulaceae s. str. aufwies. Molekularbiologischer Daten zeigen, dass die Gattung Primula in ihrem früheren Umfang nicht monophyletisch ist und die Arten der früheren Gattungen Dodecatheon, Cortusa, Sredinskya und Dionysia in die stark erweiterte Gattung Primula mit sechs Untergattungen und vielen Sektionen gehören. Die gleichen Untersuchungen zeigten, dass die Arten der früheren Gattungen Pomatosace und Douglasia in die Gattung Androsace mit mehreren Sektionen zu stellen sind. So reduzierte sich die Anzahl der Gattungen. Die andere Möglichkeit wäre gewesen die Gattungen Androsace und Primula jeweils in viele kleine Gattungen aufzuspalten.
Zur Unterfamilie Primuloideae gehören heute nur noch sechs bis neun früher bis zu zwölf Gattungen mit etwa 900 Arten:
- Mannsschild (Androsace L.): Früher hat sie etwa 100 Arten (davon 73 in China) enthalten; inklusive der Gattungen Douglasia Lindl., Vitaliana Sesl. heute enthält sie etwa 160 Arten in Nordamerika, einschließlich des nordwestlichen Mexikos und Eurasien, hauptsächlich in den gemäßigten Gebieten der Nordhalbkugel.[3][5]
- Bryocarpum Hook. f. & Thomson: Sie enthält nur eine Art:
  - Bryocarpum himalaicum Hook. f. & Thomson: Sie ist im östlichen Himalaja beheimatet.
- Wasserfedern (Hottonia L.): Die zwei Wasserpflanzen-Arten sind in den gemäßigten Gebieten der USA und Europas verbreitet.
- Kaufmannia Regel: Sie enthält nur ein oder zwei Arten; sie kommen in Zentralasien vor.[6]
- Omphalogramma (Franch.) Franch.: Die etwa 13 Arten sind im östlichen Himalaja, dem westlichen China (neun Arten) und nördlichen Myanmar verbreitet.
- Pomatosace Maxim. (manchmal in Androsace L.): Sie enthält nur eine Art:
  - Pomatosace filicula Maxim.: Sie gedeiht in Höhenlagen von 2800 bis 4500 Metern in Tibet, im östlichen Qinghai und im nordwestlichen Sichuan.[7]
- Primeln (Primula L.): Sie hat früher etwa 490 Arten enthalten; mit den molekulargenetischen Daten 500 bis etwa 600 Arten, inklusive der Gattungen Cortusa L., Dionysia Fenzl, Dodecatheon L..[8] Sie sind weit verbreitet von Nord-, über Zentral- bis Südamerika, in Eurasien und Äthiopien sowie Oman, hauptsächlich in den gemäßigten Gebieten der Nordhalbkugel. Nur wenige Arten gibt es im tropischen Asien (Java und Sumatra).[9][3]
- Alpenglöckchen (Soldanella L.): Die 10 bis 15 Arten kommen in den europäischen Gebirgen: Alpen, Apennin, Karpaten, Pyrenäen und dem Balkan vor.